# Цинёв, Георгий Карпович
Гео́ргий Ка́рпович Цинёв (22 апреля (5 мая) 1907, Екатеринослав — 31 мая 1996, Москва) — деятель органов государственной безопасности СССР, Герой Социалистического Труда (04.05.1977), генерал армии (13.12.1978). Первый заместитель Председателя КГБ СССР (25 января 1982 — 1 ноября 1985). Член ЦК КПСС (1981—1986). Депутат Верховного Совета СССР.
Член ВКП(б) с 1932 года.

## Биография
С 1925 г. рабочий, помощник разметчика, бригадир Днепропетровского металлургического завода им. Петровского. С 1929 по 1934 год учился в Днепропетровском металлургическом институте, после чего работал мастером, инженером, и. о. начальника цеха Нижнеднепровского металлургического завода им. К.Либкнехта. Заместитель начальника баллонного цеха инженер-металлург Г. К. Цинёв внёс значительный вклад в быстрейший выпуск нового типа цельнокатаных фугасных авиационных бомб. С 1939 года на партийной работе, заведующий металлургическим отделом Днепропетровского горкома КП(б)У. С апреля 1940 г. первый секретарь Ленинского райкома КП(б)У Днепропетровска, затем секретарь Днепропетровского горкома КП(б)У по кадрам, с мая 1941 г. третий секретарь Днепропетровского горкома КП(б)У, являлся завотделом горкома, работал под началом Брежнева.
С июля 1941 г. в Рабоче-крестьянской Красной армии, участник Великой Отечественной войны. Начало войны застало Цинёва на курсах военной переподготовки, после чего он был назначен на должность военного комиссара 824-го артиллерийского полка 297-й стрелковой дивизии, с ноября 1941 года — комиссар штаба оперативной группы войск 21-й армии Юго-Западного фронта, с февраля 1942 года — заместитель начальника политуправления Калининского фронта, с 7 июля по 11 ноября 1942 года — начальник политотдела 4-й ударной армии на Калининском фронте, с 18 мая 1943 года до конца войны — начальник политотдела 57-й армии. Участвовал в оборонительных боях на Украине, в битве за Москву, в зимне-весенних боях 1943 года в районе Харькова, в битве за Днепр, в битве за Правобережную Украину, в освобождении Молдавской ССР, Румынии, Болгарии, Югославии, Венгрии, Австрии.
После Победы остался на службе в армии. С октября 1945 года служил помощником Военного комиссара в исполнительном комитете советской части Союзнической комиссии по Австрии, с 28 августа 1950 г. по 28 июля 1951 г. заместитель Верховного комиссара СССР в Австрии. В мае 1948 года отправлен на учёбу, в 1950 году окончил Высшую военную академию имени К. Е. Ворошилова.
С 1953 года — на руководящей работе в органах государственной безопасности (сначала в Главном управлении государственной безопасности Министерства внутренних дел СССР, с 1954 года — в КГБ СССР). С 21 сентября 1953 года — начальник Управления особых отделов по Группе советских войск в Германии. С 24 июня 1958 года — начальник Военного института КГБ СССР имени Ф. Э. Дзержинского. С 24 октября 1960 года — начальник Спецуправления в 3-м Управлении КГБ СССР (Внутренняя безопасность и контрразведка в ВС СССР (Особые отделы)), а с марта 1961 года — начальник Спецуправления — заместитель начальника 3-го Управления КГБ СССР. Сделал стремительную карьеру после прихода к власти Л. И. Брежнева, с которым был в дружеских отношениях с довоенных лет и доверенным лицом которого являлся. 23 февраля 1966 года сменил И. А. Фадейкина на должности начальника 3-го Управления КГБ (военная контрразведка). Член коллегии КГБ с 24 мая 1967 года, с 24 июля того же года сменил С. Г. Банникова на должности начальника 2-го Главного (контрразведывательного) управления КГБ. С 28 июля 1970 года заместитель Председателя КГБ при Совете Министров СССР.
Фактически имел статус доверенного человека Брежнева в КГБ, лично и неофициально докладывал ему обо всём происходящем в КГБ, в первую очередь о действиях его Председателя Ю. В. Андропова. Имел репутацию склонного к интригам и самодурству человека. «Цинёв имел независимые прямые выходы на Генерального секретаря ЦК КПСС Л. И. Брежнева, что заметно осложняло работу КГБ, особенно по кадровой линии», — отмечал генерал-лейтенант КГБ И. Л. Устинов. По утверждению А. И. Колпакиди: «Цинев — это именно тот человек, который, когда пришла первая информация о предательстве Полякова (за 20 лет до его ареста), сказал, что генералы предателями не бывают».
С 25 января 1982 года — первый заместитель Председателя КГБ СССР. С ноября 1985 года — в Группе генеральных инспекторов Министерства обороны СССР. С 11 января 1992 года — в отставке и на пенсии.
Член Центральной ревизионной комиссии КПСС в 1971—1976 году. Кандидат в члены ЦК КПСС в 1976—1981 году, член ЦК КПСС в 1981—1986 году. Депутат Верховного Совета СССР 8—11 созывов.
Жил в Москве. 
Скончался 31 мая 1996 года. Похоронен на Ваганьковском кладбище Москвы (уч. 2).

## Воинские звания
- Полковой комиссар (1941);
- Полковник (декабрь 1942);
- Генерал-майор (19.04.1945);
- Генерал-лейтенант (09.01.1957);
- Генерал-полковник (27.10.1967);
- Генерал армии (13.12.1978).[2]

## Награды
- Герой Социалистического Труда (4.05.1977)
- 3 ордена Ленина (29.12.1973, 4.05.1977, 4.05.1982)
- орден Октябрьской Революции (4.06.1971)
- 3 ордена Красного Знамени (19.03.1944, 28.04.1945, 28.04.1980)
- орден Богдана Хмельницкого II степени (3.11.1944)
- 2 ордена Отечественной войны I степени (13.09.1944, 11.03.1985)
- орден Отечественной войны II степени (27.09.1943)
- орден Трудового Красного Знамени (5.05.1967)
- различные медали СССР
- иностранные ордена и медали

- Государственная премия РСФСР имени братьев Васильевых (1983) — за участие в создании (в качестве главного консультанта) фильма «Синдикат-2»

## В культуре
В сериале «Брежнев» Цинёва сыграл Александр Филиппенко.